# Gustav Adolf Niemann
Gustav Adolf Niemann (* 6. Dezember 1841 in Wesselburen; † 5. Dezember 1881 in Helsinki) war ein deutscher Violinist. Er war der Bruder des Pianisten und Komponisten Rudolph Friedrich Niemann.

## Leben und Werk
Gustav Adolf Niemann erhielt ersten Violinunterricht von seinem Vater und privat in Eutin. Nach einem Studienaufenthalt von 1862 bis 1864 in Paris studierte er bei Ferdinand David am Leipziger Konservatorium. Auf Einladung des Violincellisten A. Meißner wurde Gustav Adolf Niemann 1865 nach Helsinki berufen. Er entfaltete dort als Konzertmeister, Solist und Kammermusikspieler eine reiche künstlerische Tätigkeit. Im lag besonders die Einführung der deutschen Kammermusik am Herzen.